# تحصیل حویلیان
تحصیل حویلیان (به انگلیسی: Havelian Tehsil) یک تحصیل در پاکستان است که در خیبر پختونخوا واقع شده‌است.